# Lô Khê, Bình Hương
Lô Khê (tiếng Trung: 芦溪县; bính âm: Lúxī Xiàn) là một huyện thuộc thành phố Bình Hương, tỉnh Giang Tây, Trung Quốc.

## Hành chính
Lô Khê được chia ra làm 10 đơn vị hành chính cấp hương, gồm 5 trấn và 5 hương
- Trấn: Lô Khê (芦溪镇), Tuyên Phong (宣风镇), Thượng Phụ (上埠镇), Nam Khanh (南坑镇), Ngân Hà (银河镇)
- Hương: Nguyên Nam (源南乡), Trường Phong (长丰乡), Trương Giai Phường (张佳坊乡), Tân Tuyền (新泉乡), Vạn Long Sơn (万龙山乡)